# Daiki Takamacu
Daiki Takamacu (* 8. září 1981) je japonský fotbalista.

## Reprezentační kariéra
Daiki Takamacu odehrál 2 reprezentační utkání. S japonskou reprezentací se zúčastnil Letních olympijských her 2004.

## Statistiky
| Japonsko | Japonsko | Japonsko |
| Roky     | Záp.     | Góly     |
| -------- | -------- | -------- |
| 2006     | 1        | 0        |
| 2007     | 1        | 0        |
| Celkem   | 2        | 0        |